# Jean-Baptiste Sambat
Jean-Baptiste Sambat, né vers 1760 à Lyon et mort le 29 janvier 1827 à Paris, est un peintre miniaturiste français.

## Biographie
Il accompagne en qualité de secrétaire le marquis de Mirabeau dans ses voyages en Allemagne et en Angleterre, au cours desquels il réalise plusieurs portraits miniatures de son maître.
Revenu à Paris le 14 juillet 1790, il y exerce les fonctions de contrôleur des impositions et est domicilié rue Saint-Lazare au quartier des Porcherons en 1791.
Membre du Club des Jacobins, Sambat siège comme juré au Tribunal révolutionnaire en 1793. Mais son engagement politique tourne court lorsque, compromis par son amitié avec le Dantoniste Louis Pierre Dufourny de Villiers, il est radié de cette juridiction. Emprisonné comme suspect, il met à profit sa captivité pour confectionner des portraits miniatures de ses compagnons de détention menacés par la guillotine. Cette petite industrie du souvenir pré-mortem aurait été d'un rapport particulièrement lucratif.
Rendu à la liberté, il se consacre dès lors entièrement à son art et y obtient succès commercial et reconnaissance artistique auprès d'une nombreuse clientèle privée. Réputé pour la finesse de son trait, ce spécialiste des miniatures sur ivoire produit de nombreux petits portraits à la gouache et à l'huile. Il est actif au moins jusqu'en 1820. Son atelier est installé 9 rue Taitbout. 
Il exposa un portrait en miniature de Fabre d'Églantine au Salon des artistes libres de la rue de Cléry en 1791.
Sa seule participation répertoriée au Salon eut lieu en 1793. Il y exposa un cadre contenant une série de miniatures.
Sa fille Agiatis Sambat fut, elle aussi, artiste peintre, et épousa le fils de Fabre d'Églantine.

## Œuvres répertoriées
- Portrait de jeune femme sur un fond de feuillage, miniature sur ivoire signée non datée. Autrefois supposée représenter Madame Royale, fille de Louis XVI, cette réalisation est entrée au Département des Arts graphiques du Louvre en 1947 dans le cadre de la donation David David-Weill.
- Portrait de Joseph Fouché, miniature ovale sur ivoire non datée, en collection privée. Cette œuvre est connue par un cliché photographique diffusé par Lauros/Giraudon. Elle a par ailleurs été reproduite sous forme de gravure par Antoine Maxime Monsaldy.
- Alessandro Manzoni et sa femme Enrichetta Blondel, miniature ovale sur ivoire datée de 1808, conservée à la Biblioteca nazionale Braidense à Milan.
- Un portrait d'homme anonyme figure dans la collection de miniatures européennes du Metropolitan Museum of Art.
- Le portrait d'une Femme en robe violette avec un châle de cachemire vert, daté de 1820, fait partie de la Tansey Collection of Miniatures, déposée au Bomann Museum à Celle (Allemagne).
- Un portrait de femme (vers 1815) se trouve au Bowes Museum, Barnard Castle, comté de Durham.
- J-B. Sambat est l'auteur de miniatures représentant Fabre d'Églantine et plusieurs membres de sa famille.
- Ses miniatures passent régulièrement en vente aux enchères. Une suite de huit miniatures sur ivoire signées représentant l'empereur Napoléon en buste et les généraux Desaix, Exelmans, Murat, Victor. Soult, Kléber et Ney, contenues dans des cadres en argent au chiffre de l'Empereur, a été présentée dans Le Figaro Magazine en 1994.

## Galerie

Sélection d'œuvres de Jean-Baptiste Sambat
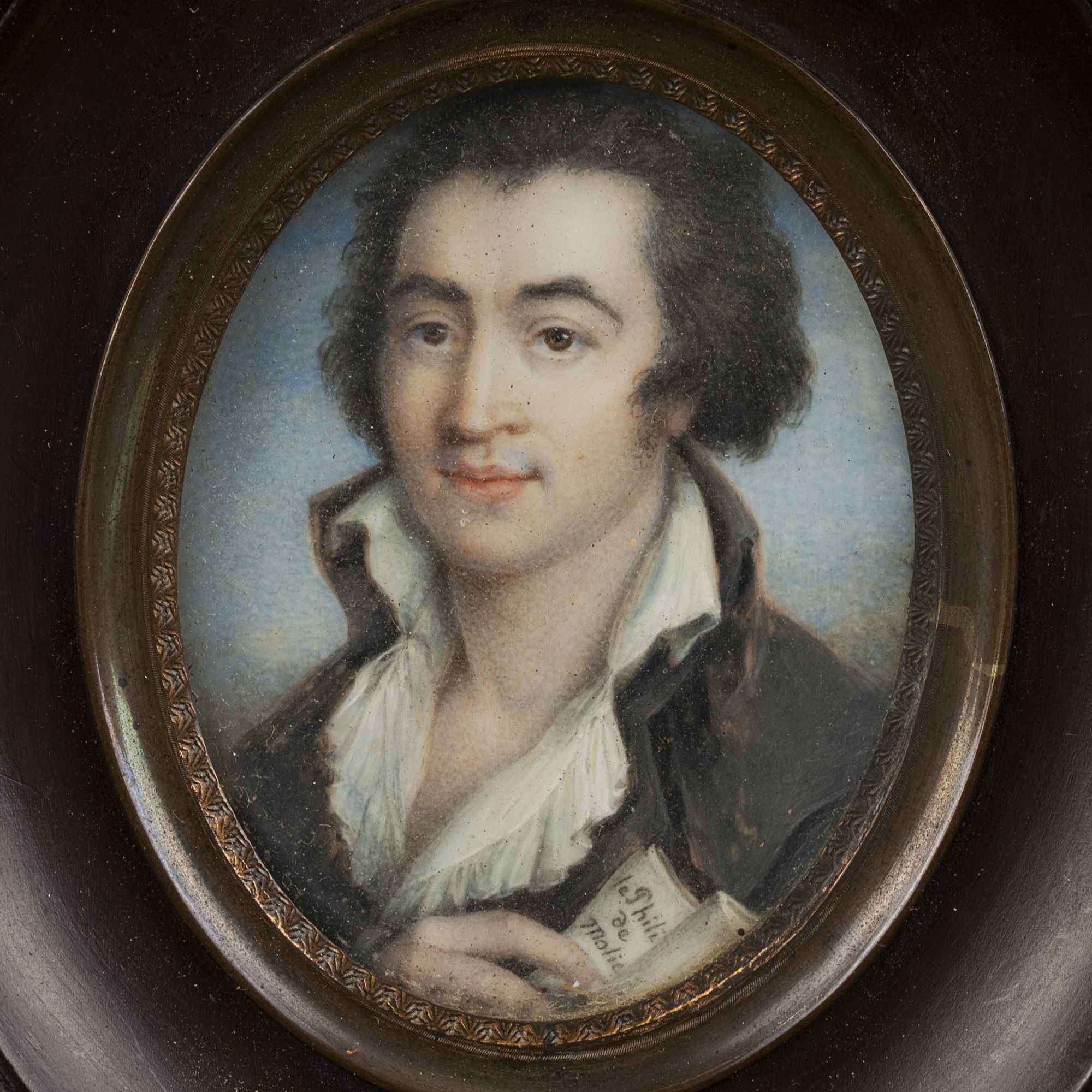
Fabre d'Églantine, vers 1791
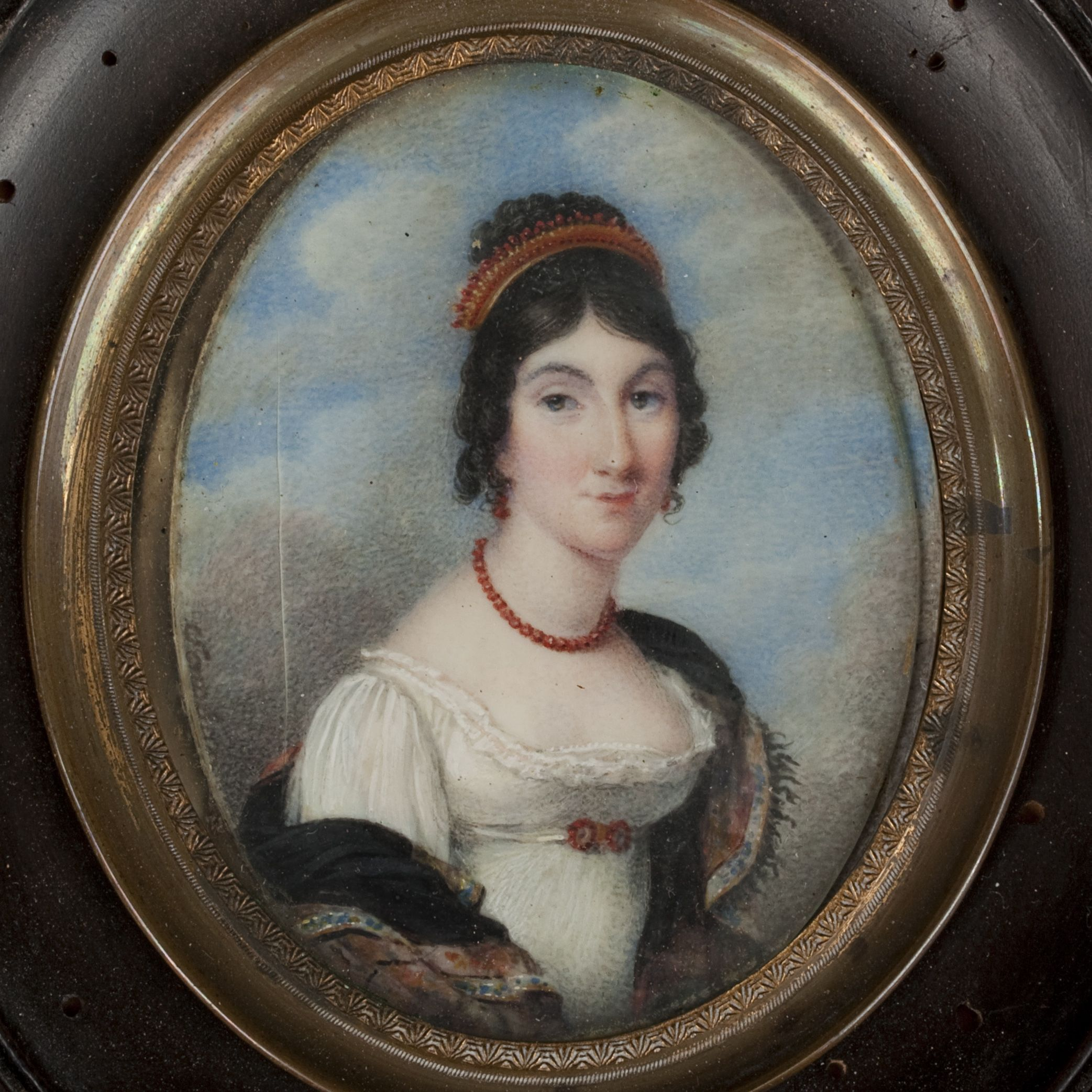
Adèle Guillon, épouse de Fabre d'Églantine, années 1810
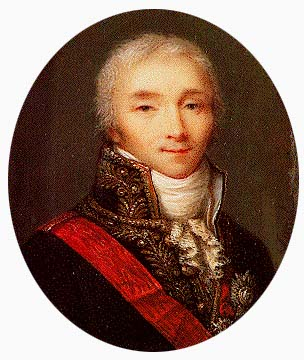
Joseph Fouché
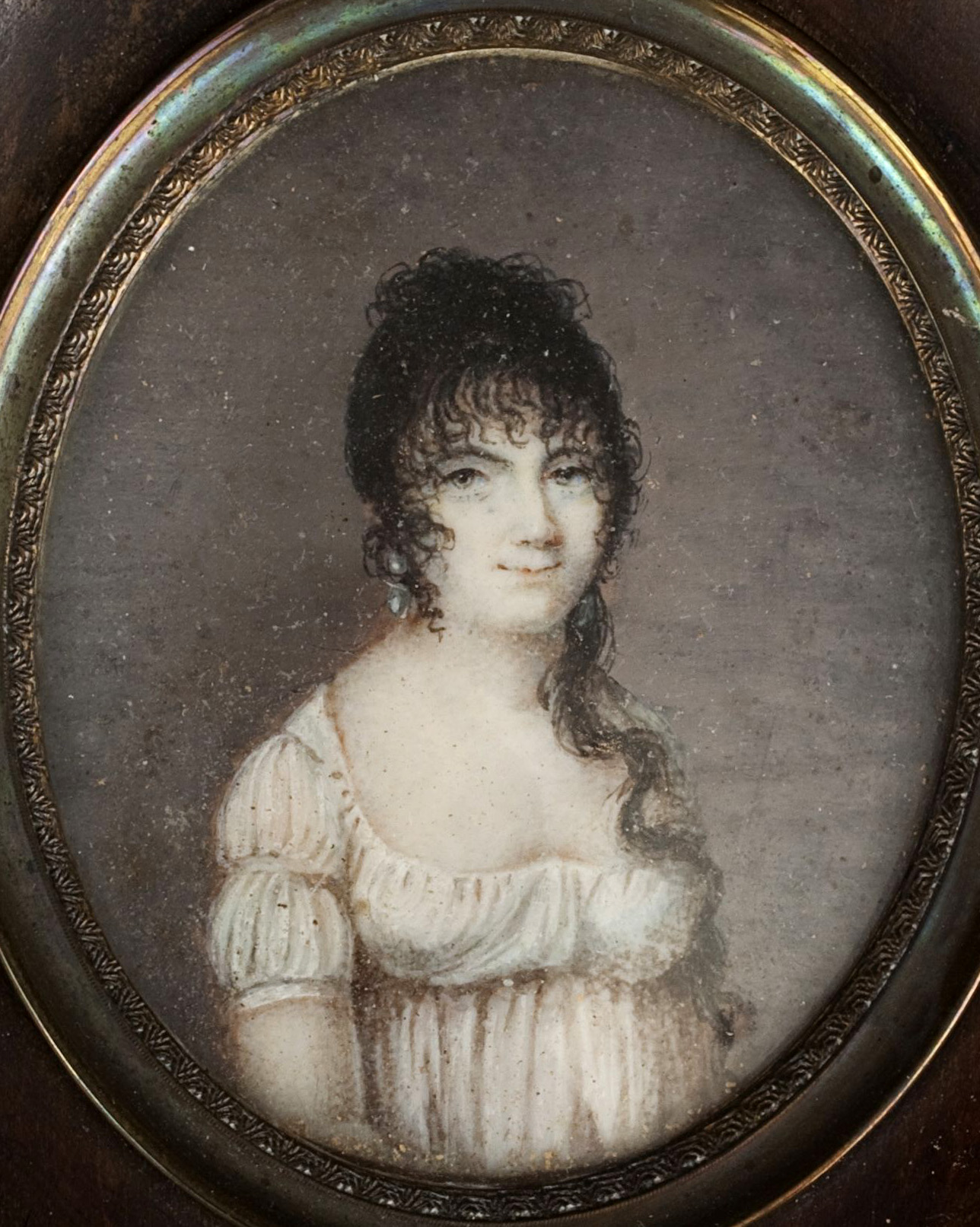
Portrait de femme en décolleté

## Sources
- Henri Bouchot, La miniature française, 1750-1825, Émile-Paul, 1910.
- Nathalie Lemoine Bouchard, Les peintres en miniature 1650-1850, Éditions de l'Amateur, Paris, 2008.
- Émile Bellier de La Chavignerie et Louis Auvray, Dictionnaire général des artistes de l'école française depuis l'origine des arts du dessin jusqu'à nos jours, Paris, Librairie Renouard, 1885, tome 2, p. 461.